# Haderslevartiklerne
Haderslevartiklerne (ty.: Haderslebener Artikel) er en række trossætninger eller 'artikler', som Hertug Christian (fra 1534 Christian 3.) lod udarbejde i 1528 for sit område Haderslev-Tørning Len. Dermed satte han gang i Reformationen knap ti år før dens indførelse 1536 i hele Danmark med Den rette Ordinants.
Artiklerne er en indkredsning af hvad en luthersk kirkeordning kunne være, udarbejdet et par år før Den augsburgske bekendelse, Confessio Augustana, fra 1530 forelå.

## Prins Christians baggrund
Den 18-årige prins Christian havde med sin hofmester Johan Rantzau oplevet Martin Luther på rigsdagen i Worms 1521, og da han desuden som barn havde haft en huslærer eller 'tugtemester', der var kritiker af den katolske kirke, Wolfgang von Utenhof, var han lydhør for den nye lære.,

## Omlægningen til luthersk kristendom
Ved sit giftermål 1525 fik Christian som underhold Haderslev-Tørning Len, hvor han påbegyndte indførelsen af den lutherske lære. Til hjælp fik han tilkaldt to tyske teologer Eberhard Weidensee og Johann Wendt som havde studeret i Wittenberg, og hvis opgave det blev at omskole egnens præster til luthersk kristendom. Det var til denne omskoling at de såkaldte Haderslevartikler blev udarbejdet med hjælp fra de to teologer. Wenth blev lærer på præsteskolen eller 'pastoralseminariet' i Haderslev, og Weidensee blev lenets første 'superintendent', biskop.
1528 blev områdets præster indkaldt til møde i Haderslev hvor de blev præsenteret for artiklerne, hvis plattyske titel var Artickel vor de kerkheren up den Dorpern ('Artikler for landsbyernes præster')
Der var tale om en reformation fra oven. Præsterne måtte aflægge ed til hertugen, og P.G. Lindhardt kalder præsteskolen i Haderslev for en 'statsinstitution', et naturligt led i en luthersk landskirkelig kirkeprovins.

## Artiklerne
De 22 artikler omhandler gudstjenesten, nadveren, forbud for messer for de døde, kirkeårets helligdage, vejledning i lutherske prædikener, om brug af Luthers katekismus, påskens gudstjenester, at præsterne skal gifte sig, provsternes tilsyn, dåbens afholdelse på dansk, sygebesøg.